# Huangcai Shuiku
Huangcai Shuiku är en reservoar i Kina. Den ligger i provinsen Hunan, i den södra delen av landet, omkring 90 kilometer väster om provinshuvudstaden Changsha. I omgivningarna runt Huangcai Shuiku växer i huvudsak blandskog.
Genomsnittlig årsnederbörd är 1 732 millimeter. Den regnigaste månaden är maj, med i genomsnitt 322 mm nederbörd, och den torraste är december, med 52 mm nederbörd.